# Lijst van burgemeesters van Sint Maarten
Dit is een lijst van burgemeesters van de voormalige Nederlandse gemeente Sint Maarten (provincie Noord-Holland) tot die gemeente op 1 januari 1990 opging in de gemeente Harenkarspel.
| Ambtsperiode | Naam burgemeester                      | Partij of stroming | Bijzonderheden                                                |
| ------------ | -------------------------------------- | ------------------ | ------------------------------------------------------------- |
| 18?? - 18??  |                                        |                    |                                                               |
| 18?? - 1840  | J. Zult                                |                    |                                                               |
| 1840 - 1846  | C.H. Smit                              |                    |                                                               |
| 1846 - 1873  | Dirk Schermerhorn (ca.1797/1798-1873)  |                    | vader van Wijbrand                                            |
| 1874 - 1900  | Wijbrand (W.) Schermerhorn (1833-1900) |                    | zoon van Dirk                                                 |
| 1900 - 1907  | Klaas (K.) Blom Dz.                    |                    |                                                               |
| 1907 - 1939  | Abraham (A.) Klerk                     |                    |                                                               |
| 1939 - 1944  | Reinder (R.) Kooiman                   | VDB                | later burgemeester van Purmerend                              |
| 1944         | Titus (T.H.) Buitenhuis                | NSB                | waarnemend, ook burgemeester van Schagen en later van Naarden |
| 1945 - 1947  | Dirk (D.) Breebaart                    |                    | waarnemend, tevens burgemeester van Zijpe                     |
| 1947 - 1973  | Piet (P.J.) Korver                     | PvdA               |                                                               |
| 1973 - 1979  | Wim (W.) Cattel                        | VVD                | later burgemeester van Beemster                               |
| 1979 - 1985  | Piet (P.) Veenhouwer                   | VVD                |                                                               |
| 1985 - 1990  | Bert (L.W.) Stam                       | PvdA               | waarnemend, tevens burgemeester van Schagen                   |